# Evangelische Kirche Berneburg
Die evangelische Johanniskirche Berneburg ist ein denkmalgeschütztes Kirchengebäude in Berneburg, einem Stadtteil von Sontra im Werra-Meißner-Kreis (Hessen).

## Geschichte und Architektur
Die Kirche wurde 1741/1743 auf dem Kirchberg von dem landgräflichen Landbaumeister Giovanni Ghezzi (1677–1746) erbaut, der zahlreiche Gebäude und Ausstattungen in Nordhessen plante und realisierte. Beim Bau der Kirche wurden Teile der aus dem Mittelalter stammenden und Johannes dem Täufer geweihten Vorgängerkirche verwendet.
Der schlichte Saalbau mit dreiseitigem Chor wird von einem Dachturm mit einem Spitzhelm bekrönt. Dreiseitig doppelt umlaufende Emporen, deren Pfosten die Decke stützen, prägen den Raum ebenso wie die Chorstände mit der zentral hinter den Altar gesetzten Kanzel.

## Ausstattung
Die Orgel wurde 1794 von Johann Wilhelm Schmerbach dem Mittleren (1765–1831) erbaut, der aus einer Familie von Orgelbauern stammte, die über fünf Generationen in Frieda arbeiteten.
Im Fußboden des Chores finden sich mehrere Grabsteine aus dem 18. und 19. Jahrhundert. Im Mittelgang der heutigen Kirche sind derartige Grabsteine als Fußbodenbelag verwendet, die aus der wesentlich älteren Kirche stammen, die als Wallfahrtskirche auf dem Kirchberg, etwa an der Stelle der heutigen Friedhofskapelle, gestanden hat. Zwei der Grabsteine sind von besonderem Interesse. Im Mittelgang wird von einem Kind berichtet, das von einem Jäger angeschossen wurde und an diesen Verletzungen starb. Hinter dem Altar ist auf einer Grabplatte ein Halbmond abgebildet, um den es verschiedene Sagen gibt.
Die seit 1180 im Ort ansässige Familie von Biedenfeldt war Spender der ältesten Berneburger Glocken für die ursprüngliche Kapelle auf dem Kirchberg (1478). Eine der Glocken, die Ossana-Glocke, erklingt noch heute in der Berneburger Johanniskirche.
Der neue – und erste – Taufstein der Kirche, gestaltet von Michael Possinger, wurde am 12. März 2011 in einem Gottesdienst der Gemeinde vorgestellt.

## Interessantes zur Kirche
Zu Berneburg waren die Höfe Rorenberg, Menglers, Metzlar und Hiebenthal eingepfarrt. Die Dorfschaften Mönch-Hosbach, Heyerode und Hornel waren Filiale von Berneburg. Die Kirchenrechnungen von Heyerode wurden jedoch in Spangenberg, zu dessen Amt das Dorf Heyerode gehörte, abgelegt.
Der Pfarrer von Berneburg wurde von den hessen-rotenburgischen Landgrafen bestellt und musste sonntags die Predigt halten.
Vor dem Eingang markiert eine Kerbe mit Inschrift den Stand der Wasserflut, die 1864 das Tal heimsuchte. Sieben Menschen und weit über 1.000 Stück Vieh kamen dabei ums Leben, der Ort wurde verwüstet.
Die Kirchengemeinde Berneburg zählte 2017 ca. 266 Gemeindeglieder und bildet zusammen mit den Kirchengemeinden Heyerode und Diemerode ein Kirchspiel, das zum Kirchenkreis Werra-Meißner im Sprengel Kassel der Evangelischen Kirche von Kurhessen-Waldeck gehört.

## Denkmalschutz
Wegen ihrer geschichtlichen, künstlerischen, und städtebaulichen Bedeutung wird die Dorfkirche als ein Kulturdenkmal geschützt. Sie ist Teil der Gesamtanlage Berneburgs, die sich entlang der Durchgangsstraße erstreckt und aus geschichtlichen Gründen unter Denkmalschutz steht. Im Denkmalverzeichnis des Landes Hessen hat die Kirche die Nummer 38599 und die Gesamtanlage Berneburg die Nummer 38588.